# Karl Lechner (Historiker, 1897)
Karl Lechner (* 6. Mai 1897 in Wien; † 5. Oktober 1975 ebenda) war ein österreichischer Archivar und Landeshistoriker.

## Leben
Schon im jungen Alter von nur 23 Jahren promovierte Karl Lechner im Gegenstand der Geschichte zum Dr. phil. an der Universität Wien. Parallel dazu absolvierte er eine Ausbildung am Institut für Österreichische Geschichtsforschung in Wien. 1923 trat er dem Niederösterreichischen Landesarchiv bei, dem er im Zeitraum von 1940 bis 1962 als Direktor vorstand. Neben dieser Tätigkeit habilitierte sich Lechner an der Universität Wien und wurde anschließend zum außerordentlichen Universitätsprofessor ernannt.
Außerdem war er von 1927 bis 1970 Generalsekretär des Vereins für Landeskunde von Niederösterreich. Im Rahmen dieser Tätigkeit verfasste er zahlreiche Publikationen.

## Ehrungen
- Ernennung zum Hofrat (1950)
- Großes Ehrenzeichen des Landes Niederösterreich (1963)
- Großes Ehrenzeichen der Republik Österreich (1963)
- Ehrenzeichen für Wissenschaft und Kunst (1967)[2]

## Publikationen (Auswahl)
Monografien
- Die Babenberger. Markgrafen und Herzöge von Österreich 976–1246 (= Veröffentlichungen des Instituts für Österreichische Geschichtsforschung. Band 23). Böhlau, Wien 1976 (posthum), ISBN 978-3205085089. 6. Auflage, Wien 1997.

Reihen
- mit Heinrich Weigl, Roswitha Seidelmann: Historisches Ortsnamenbuch von Niederösterreich. 8 Bände. 1964–1975.[3]

Artikel (Auswahl)
- Geschichte der Besiedlung und der ursprünglichen Grundbesitzverteilung des Waldviertels. In: Max Vancsa (Hrsg.): Festschrift zur Sechzigjahrfeier des Vereins „Verein für Landeskunde von Niederösterreich“ (= Jahrbuch für Landeskunde von Niederösterreich. Jahrgang 19). Wien 1924, S. 10–210 (zobodat.at [PDF]).
- Grafschaft, Mark und Herzogtum. In: Jahrbuch für Landeskunde von Niederösterreich. Jahrgang 20, 1926, S. 32–69 (zobodat.at [PDF]).
- Die Grafschaft Raabs. In: Jahrbuch für Landeskunde von Niederösterreich. Jahrgang 21, 1928, S. 77–111 (zobodat.at [PDF]).